# Stefan Baranowski
Stefan Baranowski (ur. 21 grudnia 1817 w Kapustino w guberni jarosławskiej, zm. w 1893 w Helsinkach) – polski i rosyjski językoznawca, pisarz, geograf.

## Życiorys
Ukończył studia na Uniwersytecie Petersburskim, na którym studiował języki wschodnie. Oprócz trzech języków wschodnich władał kilkoma językami europejskimi, w tym skandynawskimi (przełożył m.in. poemat staroskandynawski Edda). W latach 1842–1863 był profesorem języka rosyjskiego na Uniwersytecie w Helsinkach.
W roku 1867 wyjechał na Syberię, mianowany kuratorem i inspektorem szkół w zachodniej Syberii. Przez szereg lat był wysokim urzędnikiem w centralnych urzędach Rosji.
Położył duże zasługi dla rozwoju sieci kolejowej w azjatyckiej części Rosji, składając projekty i uzasadniając konieczność budowy kolei, między innymi z Orenburga przez Taszkent i Samarkandę do górnego biegu Amu-darii oraz kolei transsyberyjskiej z Orenburga do Władywostoku. Jego praca „O ekonomicznym znaczeniu kolei żelaznych przez Azję Środkową” wydana w języku rosyjskim, miała według historyków Sapargalijewa i Djakowa decydujące znaczenie dla zbudowania linii kolejowej, która i dziś jeszcze odgrywa wielką rolę w rozwoju gospodarczym Kazachstanu.
Oprócz licznych dzieł z zakresu geografii Baranowski wydawał również mapy, m.in. „Istoriczeskij atłas driewniego mira” (Petersburg 1843), „Kratkij gieograficzeskij atłas” (Petersburg 1846) i „Klimatologische karte der Erde (Helsingfors 1849).
Baranowski przedstawił, jeszcze przed Ludwikiem Zamenhofem, projekt języka międzynarodowego w pracy pt. „L idéographie d”une langue pour toutes les nations (Charków 1884).
Ojciec Włodzimierza Baranowskiego.